# Jakopovec
Jakopovec is een plaats in de gemeente Jalžabet in de Kroatische provincie Varaždin. De plaats telt 487 inwoners (2001).